# Este señor de negro
Este señor de negro fue una serie de televisión de 13 episodios estrenada por Televisión Española el 8 de octubre de 1975.

## Argumento
La serie gira en torno a Sixto Zabaleta  (José Luis López Vázquez), un personaje inventado por el dibujante Antonio Mingote, que representa los valores y principios más arcaicos, ultramontanos y caducos de la sociedad española. D. Sixto regenta una joyería en la Plaza Mayor de Madrid. Allí es ayudado por la joven Encarnita y su gran aliciente es la visita de una cliente habitual: Loreto.
Su vida no va mucho más allá de ese establecimiento y del pequeño piso que comparte con su hermana Carola...Y con un retrato de su abuelo, que cada poco tiempo, se dirige a Sixto para impartirle pedagogía sobre los peligros que acechan a la sociedad actual, sobre los que el abuelo (el mismo López Vázquez) le imparte ejemplos de su juventud, allá por finales del XIX y principios del XX, en los que se muestra como mucho más 'liberal' y 'avanzado' que su contemporáneo nieto.

## Reparto
- José Luis López Vázquez.....Sixto Zabaneta.
- Mari Carmen Prendes.....Carola.
- Florinda Chico.....Loreto.
- María Garralón.....Encarnita.

## Listado de episodios
El listado parcial de episodios, con los respectivos actores invitados es el siguiente: 
- El baile (8 de octubre de 1975)
  - Pep Munné ... Manolo
  - José Lifante ... Árbitro

- Limpieza de sangre (22 de octubre de 1975)
  - Mercedes Borqué ... Emilia
  - José Caride ... Colón
  - Luis Prendes ... Don Manuel

- Las apariencias (29 de octubre de 1975) 
  - Chus Lampreave ... Portera
  - Goyo Lebrero
  - Javier Loyola ... Lorenzo
  - Pep Munné ... Manolo
  - Ana María Ventura ... Angelines

- Los oportunos trámites (5 de noviembre de 1975) 
  - Jesús Guzmán

- La aventura (12 de noviembre de 1975) 
  - Valeriano Andrés ... Eduardo
  - Javier De Campos

- Carola  (19 de noviembre de 1975).
  - Charo López ... Doña Clara
  - Alfredo Mayo ... Agustín
  - Sergio Mendizábal ... Don Ginés
  - Juanito Navarro ... García

- Las tentadoras (26 de noviembre de 1975)
  - Manuel Brieva ... Peláez
  - Rocío Jurado

- Eternos rivales (3 de diciembre de 1975)
  - Miguel Armario
  - Luis Barbero ... Ramírez
  - María Kosty ... Elena
  - Fabio León ... Eduardo

- Petrita (17 de diciembre de 1975)
  - María Luisa San José ….. Petrita

- Traje de gala (7 de enero de 1976)
  - Mery Leyva
  - Carmen Maura ... Pilar
  - María Nevado ... Elvira
  - Pepe Ruiz ... Luis

- Ritos ancestrales (14 de enero de 1976)
  - Fiorella Faltoyano ... Julia
  - Juanito Navarro ….. García

- Encarnita (21 de enero de 1976) 
  - Mary González ... Doña Virtudes
  - Juanito Navarro ... García
  - Concha Velasco ... Dolores

- Don Sixto (28 de enero de 1976)
  - Manuel Brieva ... Peláez
  - Charo Soriano ... Pepita

## Premios
- Premio Ondas (1975): Nacionales de televisión.
- TP de Oro (1975):
  - Mejor Serie Nacional.
  - Mejor actor nacional (José Luis López Vázquez).

- Datos: Q5848991